# Banksia marginata
Espèce
Classification phylogénétique
Banksia marginata, le banksia argenté, est une espèce de plantes à fleurs du genre Banksia et de la famille des Proteaceae. C'est un arbre de 8 mètres de haut originaire du sud-est de l'Australie. On le rencontre depuis la péninsule d'Eyre en Australie-Méridionale jusqu'à Armidale (Nouvelle-Galles du Sud) au nord, ainsi qu'en Tasmanie et dans les îles Flinders et King.
Il croît dans des conditions arides et a des stomates enfoncés.

## Autres utilisations
- Banksia marginata est également utilisé en bonsaï[1].
- Mesostoa kerri provoque des galles de la tige sur Banksia marginata[2].